# Gonocarpus montanus
Gonocarpus montanus là một loài thực vật có hoa trong họ Haloragaceae. Loài này được (Hook.f.) Orchard miêu tả khoa học đầu tiên năm 1975.